# Paul Orban
Paul Orban (* 26. Oktober 1940) ist ein ehemaliger ungarischer Radrennfahrer und nationaler Meister im Radsport.

## Sportliche Laufbahn
Orban gewann die nationale Meisterschaft im Steherrennen 1965 bis 1968. Zweimal war er Vize-Meister. 1964 und 1965 gewann der Großen Preis von Karl-Marx-Stadt, der eine Fortsetzung des Goldenen Rades von Chemnitz war.
1965 und 1966 startete er als Berufsfahrer im deutschen Radsportteam Ruberg, konnte aber keine Erfolge als Radprofi erzielen. Er war der erste Ungar, der als Radprofi startete.